# 155-мм пушка L33
155 мм пушка L33 CITER — аргентинское артиллерийское орудие, разработанное камапанией CITEDEF и использовавшееся во время Фолклендской войны.

## История
В начале 80-х компания CITEFA наложила ствол от 155 мм самоходной артиллерийской установки Mk F3 на орудийный лафет. Орудие было принято на вооружение в армии Аргентины под обозначением 155-мм гаубица L33 Х1415 CITEFA модель 77. Четыре орудия модели 77 были развернуты на Фолклендских островах, где они были впоследствии захвачены британской армией во время Фолклендского конфликта. Трофейные гаубицы были переправлены в Великобританию для испытаний.
В первой половине 1990-х годов гаубицы L33 были нелегально поставлены Хорватии в нарушение эмбарго Совета безопасности ООН и применялись в боевых действиях. Их количество оценивается от 12 до 18 единиц.

## Описание

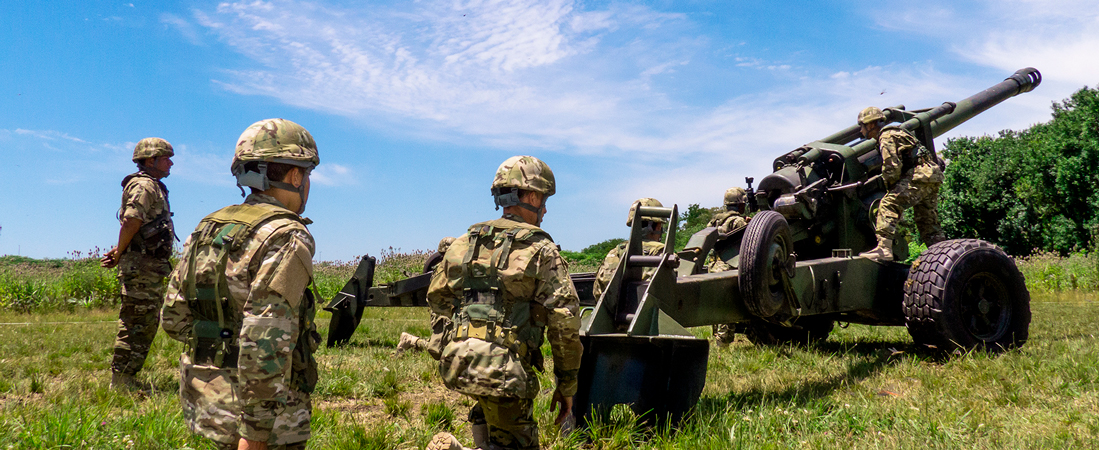

Длина ствола орудия составляет 5,115 м. Ствол оснащён запирающимся затвором и двухкамерным дульным тормозом. Верхний станок выполнен в виде сварной конструкции и представляет собой раздвоенный лафет. Верхняя люлька имеет стальную сварную конструкцию, которая включает ходовой и подъёмный механизм. Опоры лафета оборудованы прорезиненным колесиком, а сами лафет имеют сошник. Устойчивое положение орудия обеспечивается круглой стальной основой, соединённой с лафетом втулкой.
Прежняя конструкция заключалась в соединении верхнего станка с цапфой люльки в своей нижней части.
На огневой позиции колеса станка поднимаются. Клиренс орудия при буксировке равен 0,3 м. Максимальная скорострельность — 1 выстрел в минуту. Оружие ведёт стрельбу осколочно-фугасными 43-х кг снарядами с максимальной начальной скорости полёта 765 м/с на максимальную дальность 22000 м. Также возможна стрельба осветительными и дымовыми снарядами.

## На вооружении
- Аргентина: использовались во время Фолклендской войны.
- Хорватия: от 12 до 18 единиц поставлено в 90-х годах Аргентиной, использовались во время войны в Хорватии.
- Великобритания: некоторые количество трофейных орудий, захваченных во время Фолклендской войны.